# Rio Doubs
O rio Doubs (pronúncia local: [du] (escutarⓘ)) é um rio do leste de França e oeste da Suíça, afluente pela margem esquerda do rio Saône. Nasce perto de Mouthe, no Jura ocidental, e o seu curso tem comprimento de 453 km. Entre os departamentos da França, cantões da Suíça e localidades que banha encontram-se:
- Departamento de Doubs (França): Pontarlier
- Neuchâtel (CH)
- Jura (CH): Saint-Ursanne
- Departamento de Doubs (França): Montbéliard, Besançon
- Departamento de Jura (França): Dole
- Departamento de Saône-et-Loire (França): Verdun-sur-le-Doubs